# Miguel Ángel Gaitán
Miguel Ángel Gaitán (9 de julio de 1966 - 24 de junio de 1967), también conocido como El Angelito Milagroso, fue un niño  argentino muerto a causa de una meningitis, quince días antes de su primer cumpleaños.

## Historia

### Biografía
Miguelito nació en la Banda Florida, ubicada en las bandas del río Bermejo en las vecindades a Villa Unión, pequeña ciudad que es capital del departamento Coronel Felipe Varela de la provincia argentina de La Rioja. Fue el duodécimo hijo del matrimonio constituido por Nery Olguín y Barnabás Gaitán (quien tuvo quince hijos, de los cuales solo nueve sobrevivieron). Miguelito falleció el 24 de junio de 1967 cuando era urgentemente transportado por una ambulancia hacia un hospital de Chilecito.

### Santo popular
Su cadáver se mantuvo muy bien conservado, como se descubrió después de una tormenta violenta ocurrida en 1973, siete años después de su muerte, la cual desenterró el ataúd del bebé. Después de cuatro intentos de construir tumbas para albergar el ataúd, las mismas se derrumbaban al día siguiente dejando a la vista el pequeño ataúd. Por consiguiente, los vecinos decidieron mantener el ataúd a la intemperie. Pero entonces la tapa del ataúd apareció removida. Esto hizo suponer a la gente que el cuerpo debía estar a la vista, por tal motivo su madre finalmente transfirió el cuerpo del pequeño niño a un ataúd con una tapa de vidrio, en el que permanece hasta el presente, siendo venerado por gente de toda la Argentina, que recurre a él por milagros, al considerarlo un santo popular. Ha obtenido alguna fama internacional, siendo su caso extraordinario cubierto por varios periódicos, entre ellos el New York Times.

## Apéndice
Este niño es más conocido popularmente como El Angelito Gaitán no solo porque uno de sus nombres es Ángel, sino porque tradicionalmente se consideraba en áreas rurales (e incluso hasta el siglo XIX en áreas urbanas) que quienes morían niños iban directamente al Cielo por ser inocentes de todo pecado; o, si se aceptaba la noción de pecado original, sus almas iban al entonces supuesto limbo de los niños, estando en todo caso en una relación anímica junto a Dios, tal cual lo demostraba el velorio del angelito.